# Mousse (album)
Pour les articles homonymes, voir Mousse.
Albums de Anne Sylvestre
Berceuse pour moi Aveu
Mousse est un album d'Anne Sylvestre paru chez Disques Meys en 1968.

## Historique
Sorti en 1968, c'est le sixième album d'Anne Sylvestre. Sans titre, il a pris le nom de la première chanson.
La chanson-titre a attiré l'attention par son écriture particulière :
« Est-ce que ça va être, comme pour certaines chansons, rien que des infinitifs ou juste deux syllabes pour chaque mot comme dans Mousse ? »
« Ce respect des règles n'a pas empêché Anne Sylvestre de s'amuser avec, comme dans Mousse où les vers font un seul pied. »
Il ne doit pas être confondu avec une compilation de ses titres enregistrés chez Meys, sortie en 1995, sous le titre Mousse.

## Titres
Toutes les chansons sont écrites et composées par Anne Sylvestre.
| No  | Titre                           | Durée      |
| --- | ------------------------------- | ---------- |
| 1.  | Mousse                          | 3 min 25 s |
| 2.  | Chanson dégagée                 | 2 min 02 s |
| 3.  | Il s'appelait Richard           | 3 min 08 s |
| 4.  | Je suis une vieille dame        |            |
| 5.  | Priez pour la Terre             |            |
| 6.  | Partie simple                   | 2 min 18 s |
| 7.  | Même pas un coup de cœur        | 2 min 44 s |
| 8.  | Quand on dansait la vie en rose | 3 min 46 s |
| 9.  | Chansonnette franco-québécoise  |            |
| 10. | Tu es la terre                  |            |
| 11. | Marine                          |            |
| 12. | S'il fallait faire la guerre    |            |

## Musiciens
- Arrangements et direction musicale : Alain Goraguer et François Rauber
- Prise de son : Claude Achallé

## Production
- Gérard Meys
- Distributeur : Barclay

## Classement
| Classement (1968) | Meilleure place |
| ----------------- | --------------- |
| France (SNEP)     | 10              |